# Johan Adolfsson
Johan Adolfsson, född 26 september 1986, är en svensk professionell ishockeyspelare som tidigare har spelat för bland annat AIK och Örebro HK. Från säsongen 2017/2018 spelar Adolfsson i HC Vita Hästen.

## Biografi
Adolfsson debuterade säsongen 2003/2004 i HC Örebro J20	där han kom att spela fram till säsongen 2005/2006, då han debuterade i A-laget. Inför säsongen 2007/2008, som var hans första som senior, lämnade Adolfsson Örebro för att spela med AIK, vilka han representerade i två säsonger. Säsongen 2009/2010 återvände Adolfsson till Örebro HK, vilka kvalificerats sig för i Hockeyallsvenskan. Säsongen 2013/2014 spelade Adolfsson inte alls på grund av sviterna av en hjärnskakning. Säsongen 2014/2015 debuterade han i SHL, och kom sedan att representera Örebro HK fram till säsongen 2016/2017. Inför säsongen 2017/2018 valde Örebro HK att inte förnya kontraktet med Adolfsson. Totalt spelade Adolfsson 330 matcher för Örebro, och gjorde 140 poäng. Den 7 november 2017 blev Adolfsson klar för spel i HC Vita Hästen under november 2017.

## Klubbar
- AIK (2007/2008–2008/2009)
- Örebro HK (2009/2010–2016/2017)
- HC Vita Hästen (2017/2018–)